# تيم فين
تيم فين (بالإنجليزية: Tim Finn)‏ هو مغني وعازف بيانو وكاتب أغاني أسترالي، ولد في 25 يونيو 1952 في تي أواموتو ‏ في نيوزيلندا.

## وصلات خارجية
- الموقع الرسمي
- تيم فين على موقع IMDb (الإنجليزية)
- تيم فين على موقع ميوزك برينز (الإنجليزية)
- تيم فين على موقع تيرنر كلاسيك موفيز (الإنجليزية)
- تيم فين على موقع إن إن دي بي (الإنجليزية)
- تيم فين على موقع أول ميوزيك (الإنجليزية)
- تيم فين على موقع ديسكوغز (الإنجليزية)
- تيم فين على موقع قاعدة بيانات الفيلم (الإنجليزية)